# 羊侃

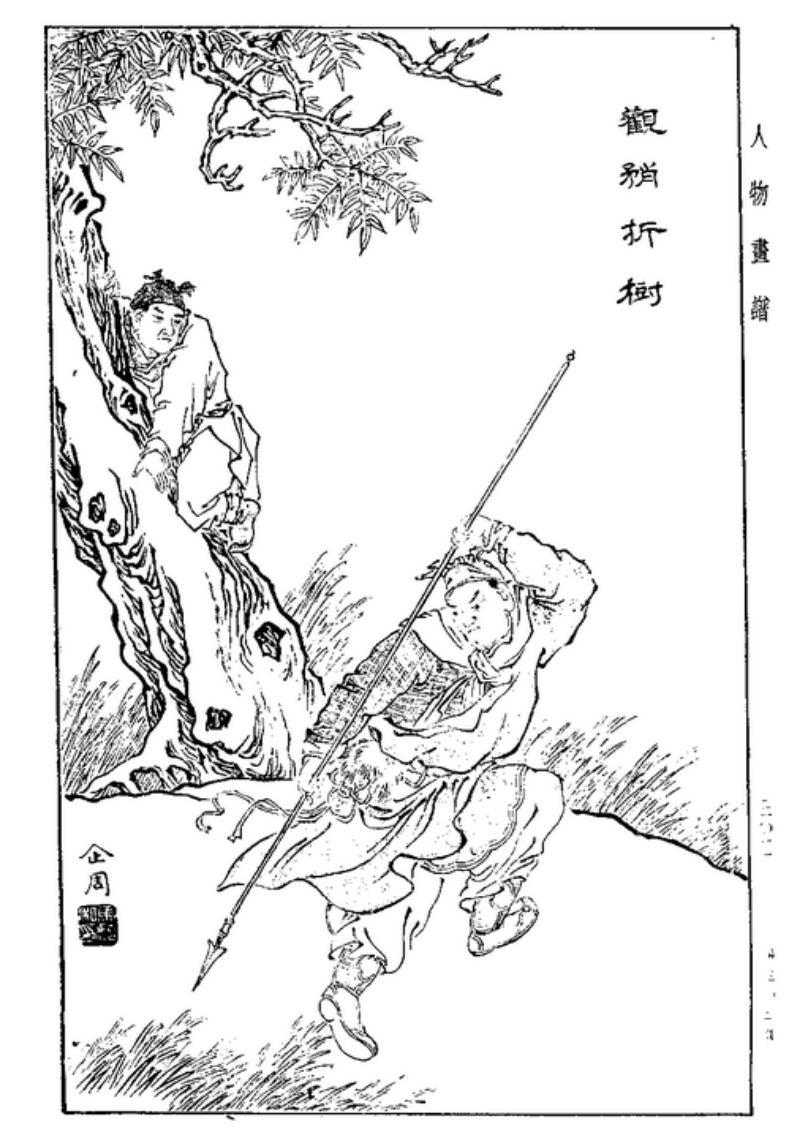
羊侃

羊侃（496年—549年），字祖忻，泰山郡梁父县（今山东省新泰市）人，北魏、南梁官员。

## 家世
汉南阳太守羊续后裔，出身山东高門泰山羊氏。祖父羊规之，原为南朝宋任城县令，后归降北魏，赐爵钜平子，任雁门郡太守。北魏赠镇军将军、兖州刺史羊祉第六子。

## 生平
羊侃少而雄伟，身长七尺八寸（1米9左右），所用弓达到十余石。他曾经在兖州尧庙蹋壁，一直向上达到五寻高（一寻等于八尺，5个羊侃高度），横向行得七迹（七步？）。泗桥有几个石人，长八尺，大十围，他扛起来相互撞击，全部被打破碎。又精通《左氏春秋》及《孙吴兵法》，文武双全。弱冠随父羊祉在梁州从军。北魏正光年间升为别将，后為萧宝夤偏将，曾暗中潜伏射殺秦州羌族酋長莫折念生。以功迁使持节、征东大将军、东道行台，领泰山太守，进爵钜平侯。
北魏孝庄帝建义元年（528年），中书舍人徐纥与尔朱荣结怨，尔朱荣领兵进逼洛阳时，徐纥逃往泰山郡依附羊侃，并劝说羊侃举兵。羊侃又受父亲遗命影响，遂聚兵反，率众归附南朝梁，北魏遣使授侃骠骑大将军、司徒、泰山郡公，承诺羊侃终生担任兖州刺史。但矢志南归的羊侃斩杀使者以明决心，并包围兖州。兖州刺史羊敦，为羊侃从兄，其效忠北魏，据州防守，羊侃率众三万攻城，未能攻破，只能先筑城十余座而守，以等待南梁的援军。梁武帝则派遣羊鸦仁、王弁率军接应，李元履运给粮食甲仗。
尔朱荣命侍中晖为行台尚书左仆射，率军数十万，先行攻击羊侃于瑕丘（今山东兖州），徐纥逃往梁朝求援。尔朱荣再派高欢和尔朱阳增援，羊侃再次向梁朝求援，但于晖將羊侃重重围困，梁军无力接应，羊侃营中箭矢用尽。十一月，羊侃率军突围南下，且战且行，一日一夜之後，逃出魏朝境內，至于渣口，手下部众还剩下一万余人，马两千匹。在进入梁朝境内时，士兵因要离乡，整夜唱着悲伤的怀乡歌曲。羊侃听后知道将士难以割舍自己的故乡，于是对他们说：“你们怀念自己的故乡，我也不便挽留你们，想要回去的就回去吧。”将士遂拜辞散去。
羊侃带着宗族于大通三年（531年）到达南朝梁京师建康城（今南京），被梁武帝授为使持节、散骑常侍、都督瑕丘征讨诸军事、安北将军、徐州刺史，兄羊默及三个弟弟羊忱、羊给、羊元，皆拜为刺史。不久羊侃被任为都督北讨诸军事，出镇顿日城，以接应陈庆之北伐军。同年诏授持节、云麾将军、青、冀二州刺史。
中大通四年（532年），诏为使持节、都督瑕丘诸军事、安北将军、兖州刺史，随太尉元法僧北伐。大军至官竹时，攻占谯城（今安徽滁州市）的元树被魏军樊子鹄击破，元树和谯州刺史朱文开被擒。元法僧、羊侃遂退军。
羊侃卸任军职后，进入朝中担任侍中。五年（533年），封高昌县侯，邑千户。六年，出为云麾将军、晋安太守（今福州），前往福建任职。他强硬镇压当地时常叛乱的土豪，斩其渠帅陈称、吴满等，肃清了郡内的不安定分子。不久羊侃又被任命为太子左卫率，回到金陵。
大同三年（537年），梁武帝在乐游苑大宴群臣，时少府奏新造成一支两刃槊，长二丈四尺（5米9左右），围一尺三寸（30公分左右？），梁武帝赐给羊侃骑着河南国进贡的骏马紫骝让他试试新槊。羊侃执槊上马，左右击刺，武艺十分精妙。看的人围成了一圈，有些看的人为了看清楚甚至爬上了树。梁武帝说：“这棵树肯定要为你而折断了。”果然不久树因为不能承担重量而断了。于是将这把槊称为折树槊。
大同六年（540年），迁司徒左长史。八年(542年)，迁都官尚书。九年（543年），出为使持节、壮武将军、衡州刺史。
太清元年（547年）征为侍中。梁武帝准备大举北伐，任命羊侃为持节、冠军，监造寒山堰（今江苏铜山县），不到一月建造成功。
羊侃性格豪侈，精通音律，曾自造《采莲》、《棹歌》二曲。姬妾侍立，穷极奢靡。他府上有一个弹筝人叫陆太喜，著鹿角爪（弹筝用的工具）长七寸。儛人张净琬，腰围一尺六寸，时人咸推能掌中儛。又有孙荆玉，能反身弯腰帖地，用嘴巴衔得席上的玉簪（杂技）。还有歌者王娥儿、屈偶之，都是妙尽奇曲，一时间没有可以与之匹敌的人。他在任衡州刺史时，将两艘船联在一起，船上各起三间通梁水斋，饰以珠玉锦缋，盛设帷屏，陈列女乐。乘着涨潮解开缆绳，对着水波置下酒宴。当时来看的人挤满了岸边，都来一睹他的风采。大同年间，北魏使者阳斐来梁国，因与羊侃是同学，梁武帝命羊侃邀请阳斐同宴。来的有宾客三百馀人，食器都是镶嵌宝石的金器玉器，奏三部女乐。到了晚上，让侍婢百余人拿着贴金花的蜡烛来照明。
羊侃酒量不高，却喜欢招待宾客交游，又性格宽厚，有次返回建康，至涟口设宴，有一个客人叫张孺才，醉酒后碰倒火烛，将七十余艘船烧毁，损失金帛不可胜数。羊侃知道后，也不放在心上，继续宴饮，张孺才害怕逃走躲藏，羊侃派人贴告示让他回来，待之如旧。
太清二年（548年），侯景之乱爆发，兵臨建康（今南京），羊侃受命都督守城，贼兵以火攻东掖门，羊侃率眾以水灭火，又引弓射杀数人，贼兵乃退。梁武帝加侃侍中、军师将军，送金五千两，银万两，绢万匹，以赐战士，羊侃推辞不受，却自己拿出家财来犒赏部曲数千人。
侯景军士作尖顶木驴车攻城，羊侃派人用铁箭做雉尾炬，浸满麻油，於城上投於木驴之上，木驴全被烧毁。他与侯景叛军一攻一守，占尽上风。侯景俘虏其长子羊鷟，押至城下，要羊侃投降。羊侃竟引弓射子。侯景感其忠義，遂赦其子。太清二年（549年）十二月，羊侃病逝于建康台城，时年五十四岁。随着羊侃的去世，城内再无主持大局之人，不久之后，叛军攻入建康，梁武帝最后饿死于台城。然而侯景最後被羊侃另一名兒子羊鵾殺死。

## 家庭

### 父母
- 羊祉，北魏光禄大夫、平北将军、钜平景子[1]
- 崔神妃，东汉扶风郡太守崔霸九世孙，刘宋东安郡太守崔道林孙女，南齐度支尚书、南梁光禄大夫、新亭刚侯崔平仲之女[1]

### 兄弟姐妹
- 羊燮，北魏镇东将军府司马
- 羊深
- 羊默
- 羊和，北魏太尉墨曹参军
- 羊俭，北魏口口口口侍郎
- 羊允
- 羊忱
- 羊给
- 羊元
- 羊□姿，嫁河北河东二郡太守天水赵令胜
- 羊显姿，早亡
- 羊景姿，嫁州主簿荧阳郑松年，通直散骑常侍郑长猷之子
- 羊华姿
- 羊淑姿

### 夫人
- 安定皇甫氏，平凉郡太守皇甫冲之女[1]

### 子女
- 羊鷟，长子
- 羊球，南梁高昌县开国侯
- 羊鹍，南梁使持节、信武将军、东晋州刺史、昌国县侯
- 羊氏，侯景小妾

## 延伸阅读
[在维基数据编辑]
 《梁書·卷39》，出自姚思廉《梁書》
 《南史/卷63》，出自李延壽《南史》
 在维基共享资源阅览影像